# Emitaï
Emitaï es una película senegalesa de 1971 dirigida por Ousmane Sembène. Fue exhibida en la séptima edición del Festival Internacional de Cine de Moscú, donde ganó el Premio de Plata.

## Argumento
Los acontecimientos de la película se desarrollan a finales de la Segunda Guerra Mundial, cuando el régimen de la Francia de Vichy reclutaba hombres de las colonias francesas. Una revuelta estalla en una aldea donde las mujeres esconden la cosecha de arroz en lugar de someterse al impuesto francés. Se crea la resistencia en la aldea al mismo tiempo que en el área metropolitana en Francia. Cuando se libera la metrópoli, en la aldea se reemplazan los carteles de Philippe Pétain con imágenes de Charles de Gaulle, pero las circunstancias allí siguen sin cambiar.
Emitai fue censurada durante cinco años en la población francófona africana.

## Reparto
- Robert Fontaine es el comandante.
- Michel Remaudeau es el teniente.
- Pierre Blanchard es el coronel.